# Brewster (Massachusetts, statisztikai település)
Brewster statisztikai település az USA Massachusetts államában, Barnstable megyében. Lakosainak száma 2028 fő (2020. április 1.).

## Népesség
A település népességének változása:

| 2010 | 2 000 |
| 2020 | 2 028 |